# みやま市立東山中学校
みやま市立東山中学校（みやましりつ ひがしやまちゅうがっこう）は、福岡県みやま市瀬高町長田に位置する公立の中学校。

## 概要
歴史
1947年（昭和22年）の学制改革により、新制中学校として発足。2022年（令和4年）に創立75周年を迎えた。
校訓
「協和・精進・自治」
学校教育目標
「多様性を尊重する態度や互いのよさを生かして協働できる生徒の育成」
校章
校名「東山」のイニシャルである「H」の文字と「中」の文字を組み合わせたデザインとなっている。
校歌
作詞は立花修羅、作曲は武末繁による。歌詞は3番まであり、各番に校名の「中学東山」が登場する。
通学区域
- みやま市立水上小学校
- みやま市立清水小学校

## 沿革
- 1947年（昭和22年）
  - 4月1日 - 学制改革（六・三制の実施）により、瀬高町内の国民学校高等科および青年学校普通科が統合の上、新制中学校「東村山立東山中学校」に改組・改称。東山村立清水小学校に併設。
  - 6月 - 山の上仮校舎が完成。
- 1948年（昭和23年）- 現在地に第一校舎が完成。
- 1949年（昭和24年）- 第二・三校舎が完成し、全生徒を収容。
- 1950年（昭和25年）- 特別教室が完成。
- 1955年（昭和30年）- 講堂兼体育館が完成。
- 1956年（昭和31年）9月30日 - 町村合併により、「瀬高町立東山中学校」に改称。
- 1961年（昭和36年）- 鉄筋コンクリート造平屋建て3教室が完成。
- 1962年（昭和37年）- 給食調理室が完成。A型学校給食を開始。
- 1963年（昭和38年）- プールが完成。
- 1964年（昭和39年）- 学校前通学路舗装が完成。
- 1966年（昭和41年）- 全面改築（第一次工事）が完了。鉄筋コンクリート造3階建て校舎が完成。
- 1968年（昭和43年）- 第二次工事が完了。
- 1980年（昭和55年）- 体育館が完成。
- 1986年（昭和61年）- 特別教室・給食室の全面改築が完了。
- 1990年（平成2年）- 北側・東側運動場を拡張。
- 1996年（平成8年）- 新プールが完成。
- 1997年（平成9年）- 創立50周年記念式典を挙行。
- 2002年（平成14年）- 本館（南校舎）の全面改築が完了。
- 2007年（平成19年）1月29日 - 3町合併により、みやま市が発足したため、「みやま市立東山中学校」（現校名）に改称。
- 2009年（平成21年）- 南校舎の耐震工事を実施。

## 交通アクセス
最寄りの鉄道駅
- JR九州 鹿児島本線 「瀬高駅」

最寄りのバス停留所
- みやま市コミュニティバス 「JA東山支所」停留所

最寄りの幹線道路
- 国道209号 「山添」交差点

## 周辺
- 福岡県警察 柳川警察署 長田警察官駐在所
- JA全農ふくれん筑後南部広域農機センター
- みやま市立水上小学校

## 参考資料
- 「瀬高町誌」（1974年（昭和49年）6月10日発行, 瀬高町）
- 「みやま市史 通史編 下巻」（2020年（令和2年）3月発行, みやま市）- p.678～p.679
- 「みやま市立小中学校再編計画」 (PDF)  - みやま市ウェブサイト